# Щекин-Кротова, Ангелина Васильевна
Ангели́на Васи́льевна Щекин-Кро́това (5 июня 1910, Лебедин — август 1992, Москва) — советский искусствовед.

## Биография
Корни её семьи связаны с украинским городом Лебедин (Сумской уезд Харьковской губернии), где её дед Николай Евграфович Щекин-Кротов, выпускник Харьковского университета, был известным общественным деятелем и благотворителем: главой Лебединской земской управы (1910), основателем и попечителем местной мужской гимназии (1906–1919). Ангелина Васильевна родилась 5 июня (н. ст.) 1910 года в Лебедине. Её отец и братья были выпускниками московских высших школ, в семье постоянно поддерживался интерес к литературе, театру и музыке (дворянский русский род Щекиных восходит к началу XVII века). В начале 1920-х годов семья перебралась в Москву, где в 1927 году Ангелина Васильевна окончила среднюю школу (бывшую Алфёровскую гимназию), а затем экскурсионно-переводческое отделение факультета немецкого языка Московского института новых языков (1933).
В этом же году начала работать гидом-переводчиком в системе «Интуриста», вела семинар по истории русского искусства в Третьяковской галерее для коллег-переводчиков.
1936 — приглашена в Центральный дом художественного воспитания детей для организации выставок детского рисунка и занятий с детьми дошкольного возраста, где работала вплоть до 1940 года.
1939 — весной познакомилась с художником Робертом Фальком на его персональной выставке в Доме писателей. В этом же году вышла замуж за Роберта Рафаиловича, став его четвёртой женой. Семья проживала на четвёртом этаже знаменитого дома Перцова, что на углу Курсового переулка и Соймоновского проезда, где также находились мастерские и квартиры двух соратников Фалька по «Бубновому валету» — Александра Васильевича Куприна и Василия Васильевича Рождественского. Эту троицу Ангелина Васильевна называла «тихими бубновыми валетами», в противовес «громким» — это тройка Кончаловский — Машков — Лентулов.
1941 — с началом Великой Отечественной войны эвакуировались в Башкирию, потом в Самарканд. Вернулись в 1943 году.
1958 — умер Роберт Рафаилович Фальк.
1967 — Ангелина Васильевна, выйдя на пенсию, посвятила себя сохранению и популяризации творческого наследия художника Роберта Рафаиловича Фалька. С её помощью в период 1960—1990 гг. был организован ряд персональных выставок художника. Она также опубликовала ряд статей о творчестве Роберта Рафаиловича. Многие работы Фалька из семейной коллекции были переданы музеям в дар.
В фонде Роберта Рафаиловича Фалька (№ 3018, РГАЛИ), созданном на основе документов, переданных в дар А. В. Щекин-Кротовой (1984), хранится значительное количество биографических материалов.